# Emelyn Whiton
Emelyn Whiton   (Nova York, 1 de març de 1916 - Jamaica Bay, 1 de març de 1962) va ser una regatista estatunidenca que va guanyar una medalla olímpica.
Nascuda a Nova York, es casà el 1939 amb el també regatista Herman Whiton. El 1952 va prendre part en els Jocs Olímpics d'Estiu de Hèlsinki, on guanyà la medalla d'or en la categoria de 6 metres del programa de vela. A bord del Llanoria compartí equip amb Herman Whiton, Eric Ridder, Julius Roosevelt, John Morgan i Everard Endt.
Morí en l'accident aeri del Vol 1 d'American Airlines el dia del seu 46è aniversari.